# Клочков, Михаил Васильевич
Михаил Васильевич Клочков (18 ноября 1877, Самара — 23 марта 1952, Ростов-на-Дону) — советский учёный-историк, профессор, доктор исторических наук.

## Биография
Родился 10 ноября 1877 года[по какому календарю?] в Самаре в семье канцелярского писца.
Окончил Самарскую гимназию. С 1899 по 1904 год обучался на историческом отделении историко-филологического факультета Санкт-Петербургского университета. Во время обучения, в 1901—1903 годах активно участвовал в революционном студенческом движении, был арестован и провёл два месяца в тюрьме, после чего был выслан под надзор полиции в Самару на один год.
В период 1906—1907 годов сдал магистерские экзамены и получил степень магистра истории после защиты своей работы «Население России при Петре I», которая была напечатан в 1911 году в Петербурге.
В 1907 году началась его педагогическая деятельность: сначала он начал преподавать историю на Бестужевских курсах (до 1914), с 1908 года — учитель истории в Императорском Александровском лицее, с 1909 года — преподаватель в Медицинском институте при психоневрологическом диспансере; в 1909—1913 годах — приват-доцент в Петербургском университете. Также преподавал на педагогическом факультете Психоневрологического институт. Одновременно, в 1907—1910 годах он читал лекции для рабочих: на фарфоровом заводе и ряда других предприятий.
С преподавательской работой совмещал работу архивариуса в Сенатском архиве.
В 1913—1919 годах был экстраординарным профессором в Харьковском университете. В 1916 году защитил в Петроградском университете докторскую диссертацию по теме «Очерки правительственной деятельности времен Павла I» и в декабре был утверждён в учёной степени доктора русской истории. В том же году он стал профессором Харьковских Высших женских курсов.
В конце 1918 году в Харькове установилась советская власть. Клочков не поддержал большевиков, принял участие в Белом движении, сотрудничал с Харьковским отделением отдела пропаганды Добровольческой армии.
С 1920 года жил в Краснодаре, активно участвуя в организации вузов. В течение десяти лет был заведующим кафедрой всеобщей и русской истории Кубанского педагогического института. Решением педагогической секции высших учебных заведений научно-политической секции Государственного ученого совета при Наркомпросе РСФСР от 25 октября 1927 года М. В. Клочков вновь был утверждён в должности профессора.
В 1932 году работал в Москве старшим консультантом планово-экономического управления, а позднее — начальником сектора капитального строительства Наркомхоза РСФСР.
В 1934 году ему было предъявлено обвинение по статье 58 — II УК РСФСР (организационная деятельность, направленная к подготовке или совершению контрреволюционных преступлений) и он был сослан в Среднюю Азию на три года, где работал в Актюбинской областной плановой комиссии и преподавал историю древнего мира и средних веков в Актюбинском учительском институте.
В октябре 1942 года он был назначен деканом исторического факультета АГПИ.
С 1944 года преподавал в РГУ и РГПИ (Ростов-на-Дону).
1 октября 1944 года 67-летний профессор М. В. Клочков был освобождён от должности заведующего кафедрой истории народов СССР АГПИ в связи с болезнью и переводом в Ростовский государственный университет.
Умер 23 марта 1952 года в Ростове-на-Дону.

## Область научных интересов, научно-исследовательская деятельность
Еще будучи студентом, он написал статью о земледельческих товариществах XVI—XVII вв., которую опубликовали в ноябрьском номере «Журнала Министерства народного просвещения».
В петербургский период сформировалось основное направление научной работы Клочкова — внутренняя политика и социальная история России XVI—XIX вв.
Внёс значительный вклад в изучение отечественной истории, как допетровского периода, так и нового времени. Им выпущено несколько работ, подробно рассматривающих Судебники московского периода, как исторические источники. Клочков подробно писал об истории земских соборов. Особенное внимание уделил эпохе царствования Екатерины II и Павла I, в частности реконструкции системы дворянского самоуправления.
В годы работы в Краснодаре на подъеме краеведческого движения в стране, определились научные интересы М. В. Клочкова, как историко-краеведческие, региональные.

## Избранная библиография
- Указатель слов и выражений, встречающихся в судебниках 1497, 1550 и 1589 гг. / Сост. М. Клочков. Под ред. проф. М. Дьяконова. — Юрьев, 1902.
- Население России при Петре Великом по переписям того времени. Переписи дворов и населения. Т. 1. — СПб., Сенатск. тип., 1911. — 435 с.
- Генерал-прокуроры при Павле I. — СПб., 1912.
- Дворянское самоуправление в царствование Павла I. — СПб., 1912.
- Земские соборы: исторический очерк. Изд. 2-е. доп. и испр. — СПб., 1914. — 120 с.
- Очерки правительственной деятельности Павла I. — Петроград: Сенатск. тип., 1916. — 628 с.. 3 иллюстр.
- Марксизм в русской исторической науке. — Краснодар, 1927.
- М. В. Ломоносов. — Архангельск, 1941.